# Mindener Revier

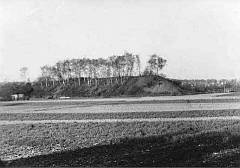
Diese Abraumhalde (Schwarzer Hucken) in Bölhorst war lange eine Erinnerung an den Bergbau im Revier

Das Mindener Revier ist ein Steinkohlerevier im nördlichen Wiehengebirgsvorland bei Minden im Kreis Minden-Lübbecke. Hier treten in der Schaumburger Mulde Wealdenkohleflöze aus der Erde. Im Dreißigjährigen Krieg entdeckten schwedische Soldaten bei Minden bei Schanzarbeiten am Bölhorst erstmals die Steinkohle. Bereits 1663 wurde es unter strenge Strafe gestellt, Kohle wild zu graben.
Eine Reihe von Schachtanlagen erreichten immer größere Tiefen. Wie im Barsinghausener Revier im Deister östlich von Minden wurde in Minden noch bis zum 1. August 1958 Kohle gefördert. Der letzte Bergbaubetrieb dieses Reviers war das Kohlenbergwerk Minden in Meißen.

## Geologie
Das Wealden gliedert sich bei Minden in den 150 m mächtigen Unteren Wealdenschieferton und den 250 m mächtigen Oberen Wealdenschieferton. Der östlich der Weser bekannte 200 m mächtige Wealdensandstein fehlt hier fast vollständig. Unter dem Unteren Schieferton befinden sich die Schichten des Malm. Der gut abdichtende Schieferton bewirkte eine geringe Wasserführung des Gebirges, aber eine hohe Ausgasungsquote von 90 m³ Grubengas (CH4) pro Tonne Kohle.
Die Schichten fallen regelmäßig mit 20°–22° nach Norden ein. Zwei große Verwerfungen wurden durch den Steinkohleabbau bekannt: der Rösche-Sprung (60 m) und die Porta-Verwerfung (55 m). Im unteren Wealdenschieferton sind zwei Kohleflöze eingelagert: das Hauptflöz mit 1,03 m Mächtigkeit (13 cm unreine Kohle, 60 cm Bergemittel und 31 cm reine Kohle) und 32 cm darunter das Nebenflöz mit 31 cm reiner Kohle.
Das Hauptflöz wurde in den letzten Jahren wegen Unbauwürdigkeit nicht mehr abgebaut. Die Kohle des Nebenflözes weist 22 % flüchtige Bestandteile auf und ist als Gasarme Fettkohle einzustufen. Der Heizwert liegt bei 31,8 MJ/kg mit einem Schwefelanteil von 8 bis 9 % durch beibrechenden Schwefelkies.

## Bergwerke

### Zeche Bölhorst
Die Zeche Bölhorst stand von etwa 1640 bis 1806 in Förderung. Schon in den frühen Jahren wurde den Bergleuten klar, dass mit fortschreitendem Abbau die Gewinnung durch das nördliche Einfallen der Flöze immer schwerer wird. 1743 arbeiteten auf der Grube 100 Bergleute und 4 Steiger. Die jährliche Förderung betrug 90.000 Scheffel (preußisch). Das benachbarte Salzbergwerk in Rehme verbrauchte den Großteil der geförderten Kohle. Der Rest wurde an Schmieden und Kalköfen in der Region geliefert. Aus einem Bericht von 1784 geht hervor, dass der Bergbau schon Teufen von 123 m erreicht hatte (102 m tiefer Schacht und ein 21 m tiefes Gesenk). Somit hatte der Steinkohlenbergbau bei Minden im 19. Jahrhundert die größte Teufe von Steinkohleschächten im Deutschen Reich erreicht. 1801 wurde in einem 174 m tiefen Schacht das 37 cm mächtige Nebenflöz erschlossen. Durch eine Fördermaschine und eine Wasserhaltungsmaschine, die mit Dampf betrieben wurden, bekam der Schacht den Namen Feuermaschinenschacht. Dieser war der zweite Schacht im westdeutschen Steinkohlebergbau, der zur Wasserhaltung eine Dampfmaschine erhielt, zur Förderung sogar die erste. Da diese Maschine ständig Probleme brachte und die erschlossenen Steinkohlevorräte zur Neige gingen, wurde der Schacht, nachdem die Restpfeiler abgebaut waren, 1806 eingestellt.

### Zeche Preußische Klus
Die Zeche Preußische Klus wurde von 1820 bis 1847 betrieben. Da ab 1806 nur geringe Mengen gefördert wurden und zwischen 1812 und 1820 gar nicht, wurde die Zeche gegründet. Diese wurde auf dem rechten Weserufer angelegt. Anlass war ein im Steinbruch angetroffenes Kohleflöz. Eine Dampfmaschine und ein Wetterofen wurden beschafft. Bis 1847 wurde hier Kohle abgebaut, außer unter dem Dorf Meißen, wo ein Sicherheitspfeiler stehen blieb.

### Zeche Vereinigte Laura und Bölhorst
Nach der Stilllegung der Zeche Preußische Klus wechselte man wieder zum linken Weserufer. Hier wurde der 60 m tiefe Schacht Aurora geteuft. Um den Absatz zu erweitern, wurde sogar versucht, die Kohle zu Koks zu brennen. Der Feuermaschinenschacht wurde wieder aufgewältigt, und mit der ungewöhnliche Methode des Verfüllens, neu und breiter geteuft. Von 182 m über 232 m und schließlich 272 m wurde er schrittweise geteuft. 1855 arbeiteten schon 233 Mann auf der Zeche. Der erzeugte Koks aus in Grubenwasser von Bergen gereinigter Kohle erwies sich als gut, wurde jedoch wegen des zu hohen Ascheanteil bald eingestellt. Mit ihm wurde der Hochofenbetrieb der Porta Bergbaugesellschaft eingestellt. Nach einer Förderspitze mit 10.175 t im Jahr 1877 wurde die Zeche 1886 stillgelegt.

### Zeche Meißen
Nachdem die Vorräte westlich der Weser erschöpft waren, ging man wieder auf die rechte Weserseite. 1879 bis 1879 wurde der 189,5 m tiefe Schacht Meißen geteuft. Ab diesem Zeitpunkt wurde nur noch das Nebenflöz abgebaut. Jährlich wurden mehr als 10.000 t Kohle gefördert. Von 1910 bis 1912 wurden eine Kohlenwäsche, eine Kokerei und eine elektrische Kraftzentrale gebaut. 1913 wurden mit 192 Mann schon 17.348 t gefördert. Der Durchsatz der Wäsche betrug 30 t/h. Die Kokerei wurde jedoch bald wieder stillgelegt und hatte eher Versuchscharakter.

### Kohlenbergwerk Minden
1924 wurde der Schacht an die Ilseder Hütte verkauft. Im gleichen Jahr förderte man schon 64.007 t Kohle mit 748 Mann. 1925 wurde der 90 m tiefe Wetterschacht II geteuft. Der Plan, eine Schachtanlage Fort C nördlich von Minden zu errichten, wurde fallen gelassen, da man das Flöz hier erst in 730 bis 750 m Teufe erreicht hätte. Darauf wurde 800 m nördlich des Schachtes Meißen der Schacht Nothorn geteuft. Der Schacht war zunächst 420 m tief und wurde im ersten Teil wegen einer Schwemmsandschicht im Gefrierverfahren niedergebracht. 1930 wurde bei 380 m die Hauptfördersohle 7 fertiggestellt und ein Blindschacht mit kleinerem Querschnitt bis zur Endteufe von 480 m tiefergeteuft. 1940/41 wurde der 120 m tiefe Schacht Röcke im östlichen Feld geteuft. Bis 1956 wurde hier die Kohle gefördert, mit LKW zum Schacht Notthorn gefahren und von hier aus mit einer Seilbahn zum Schacht Meißen transportiert. Eine Ziegelei verarbeitete ab 1928 die anfallenden Berge und die bestehende Halde zu Ziegeln. Ein Blindschacht nördlich des Schachtes Nothorn erreichte noch 500 m Teufe und die 11. Sohle, ehe der Schacht 1958 wegen der schlechten Kohlequalität und der zu geringen Flözmächtigkeit stillgelegt werden musste.